# Goodbye (cântec de Spice Girls)
Goodbye este un single al formației de origine britanică Spice Girls aflat pe albumul Forever. Goodbye este de asemenea primul single al Spice Girls în care Geri Halliwell nu interpretează.